# Manierismo

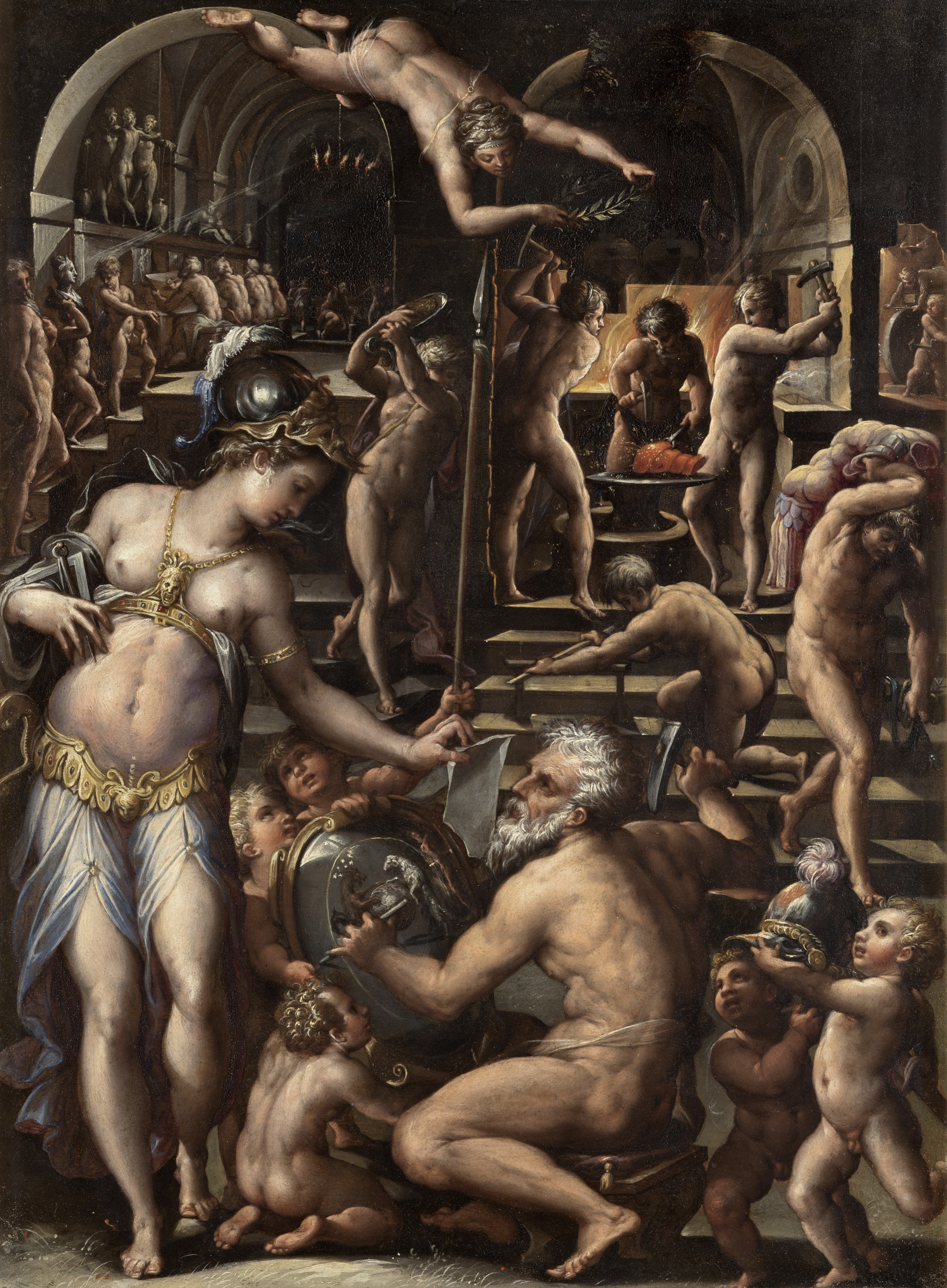
Giorgio Vasari, la Fucina di Vulcano (1564 circa)

Il manierismo è una corrente artistica, prima italiana e poi europea, del XVI secolo. La definizione di manierismo ha subito varie oscillazioni nella storiografia artistica, arrivando, da un lato, a comprendere tutti i fenomeni artistici dal 1510 circa fino all'avvento dell'arte controriformata e del Barocco dopo il 1590, mentre nelle posizioni più recenti si tende a circoscriverne l'ambito, facendone un aspetto delle numerose tendenze che animarono la scena artistica europea in poco meno di un secolo.

## Definizione
Il termine "maniera" è presente già nella letteratura artistica quattrocentesca ed era sostanzialmente sinonimo di stile (stile di un artista, stile dominante in un'epoca). Con tale accezione venne ripreso da Vasari, nella cui monumentale opera (Le Vite) incomincia ad assumere un significato più specifico e, per certi versi, fondamentale nell'interpretazione dei fenomeni artistici.
Nella terza parte delle Vite lo storico aretino incomincia a parlare della "Maniera moderna" o "grande maniera" dei suoi tempi, indicando in artisti come Leonardo da Vinci, Michelangelo e Raffaello i fautori di un culmine della progressione artistica, incominciata come una parabola ascendente alla fine del Duecento, con Cimabue e Giotto.
Agli artisti del primo Cinquecento attribuisce infatti il merito di essere arrivati a una perfezione formale e a un ideale di bello in grado di superare gli "antichi", cioè i mitici artefici dell'arte classica, e la natura stessa. Vasari raccomandò dunque, ai nuovi artisti, di riferirsi a questi modelli per acquisire la "bella maniera".
Il significato di "maniera", dunque positivo nell'opera vasariana, venne poi trasformato in "manierismo" nei secoli XVII e XVIII, assumendo una connotazione negativa: i "manieristi" erano infatti quegli artisti che avevano smesso di prendere a modello la natura, secondo l'ideale rinascimentale, ispirandosi esclusivamente allo stile dei tre grandi maestri: la loro opera venne così banalizzata come una sterile ripetizione delle forme altrui, veicolata spesso da un'alterazione del dato naturale e quindi fortemente biasimata.
Per assistere a un cambiamento di rotta sul giudizio di questa fase si dovette attendere il primo Novecento, quando si iniziò a guardare al "manierismo" (termine ormai consolidato) sotto un'altra luce, che evidenziava le componenti anticlassiche di tale movimento, la loro eleganza superiore alla "Natura" e la loro straordinaria modernità, intesa come emancipazione dai coercitivi canoni classici che anticipava nello spirito le avanguardie del XX secolo.
Col progredire degli studi si è arrivati a posizioni più distaccate, ma inevitabilmente la definizione di "manierismo" è divenuta sempre più problematica, rendendosi ormai insufficiente a raggruppare sotto un'unica sigla fenomeni disparati. Molti storici dell'arte preferiscono ormai definire la portata più ampia che abbraccia buona parte del XVI secolo, come la "crisi del Rinascimento".

## Contesto storico
La data di inizio dell'era moderna è convenzionalmente posta al 1492, anno della scoperta delle Americhe, della fine della Reconquista e della morte di Lorenzo il Magnifico, ago della bilancia nella scacchiera politica italiana. Negli anni vicini, prima e soprattutto dopo, avvennero una serie di fatti di gravità epocale che demolirono, uno dopo l'altro il sistema di certezze che era stato alla base del mondo umanistico.
La presa di Costantinopoli (1453), la discesa in Italia dell'esercito di Carlo VIII di Francia (1494), l'invasione di Carlo V d'Asburgo con il suo esercito di mercenari tedeschi e spagnoli, propriamente detti lanzichenecchi, culminata col Sacco di Roma del 1527 segnarono duramente la società europea, e in particolare quella italiana, inaugurando un periodo di guerre, instabilità e smarrimento, dove anche punti di riferimento intoccabili come il papato sembrarono vacillare.
Nei fatti artistici italiani assumono una rilevanza particolare il 1498, anno dell'esecuzione di Savonarola a Firenze, e il 1520, anno della morte di Raffaello Sanzio a Roma, nonché la diaspora del 1527 degli artisti alla corte di Clemente VII, dovuta al Sacco. Il primo avvenimento segnò l'inizio della crisi politica e religiosa della città di Firenze (dove il Rinascimento era nato), mentre i secondi due testimoniano rispettivamente la formazione e la diaspora della scuola di allievi dell'urbinate, che diffuse il nuovo stile in tutta la penisola: tra questi Perin del Vaga a Genova e poi di nuovo a Roma, Polidoro da Caravaggio a Napoli e poi in Sicilia, Parmigianino a Bologna e Parma, fino a Rosso Fiorentino e Francesco Primaticcio che lavorano nel castello di Fontainebleau per il re di Francia.
Anche prima del Sacco si ebbero fermenti manieristici: nel 1521, con l'apertura del cantiere alla villa Imperiale a Pesaro per volontà del duca di Urbino Francesco Maria I della Rovere, sotto la direzione di Gerolamo Genga lavorò un eterogeneo gruppo di pittori, il programma decorativo seguì le direttive del cardinale e letterato Pietro Bembo. Importanti anche i lavori intrapresi a Mantova da Giulio Romano, trasferitosi da Roma nella città dei Gonzaga nel 1524.
Il gusto per l'inconsueto, la contaminazione e l'anticlassicismo, nato nel gruppo degli "eccentrici" fiorentini d'inizio del secolo e sviluppato a Roma sotto Clemente VII, finì quindi con la diaspora degli artisti a entrare al servizio delle varie corti, assumendo di luogo in luogo connotati diversi e diffondendosi per tutta la penisola e oltre, non senza reazioni e resistenze. Il fenomeno è noto anche come "Manierismo internazionale delle corti", arrivando a durare in alcuni casi anche oltre l'inizio del XVII secolo.
L'età della maniera subisce dei forti contraccolpi con la fine del Concilio di Trento nel 1563, ma il gusto manierista, sempre più raffinato, autoreferenziale e decorativo, si consumerà in imprese di estremo virtuosismo commissionate dalle grandi corti europee per una fruizione privata ed estremamente elitaria, così per lo Studiolo di Francesco I in Palazzo Vecchio a Firenze o la collezione di Rodolfo II a Praga.

## Elementi stilistici

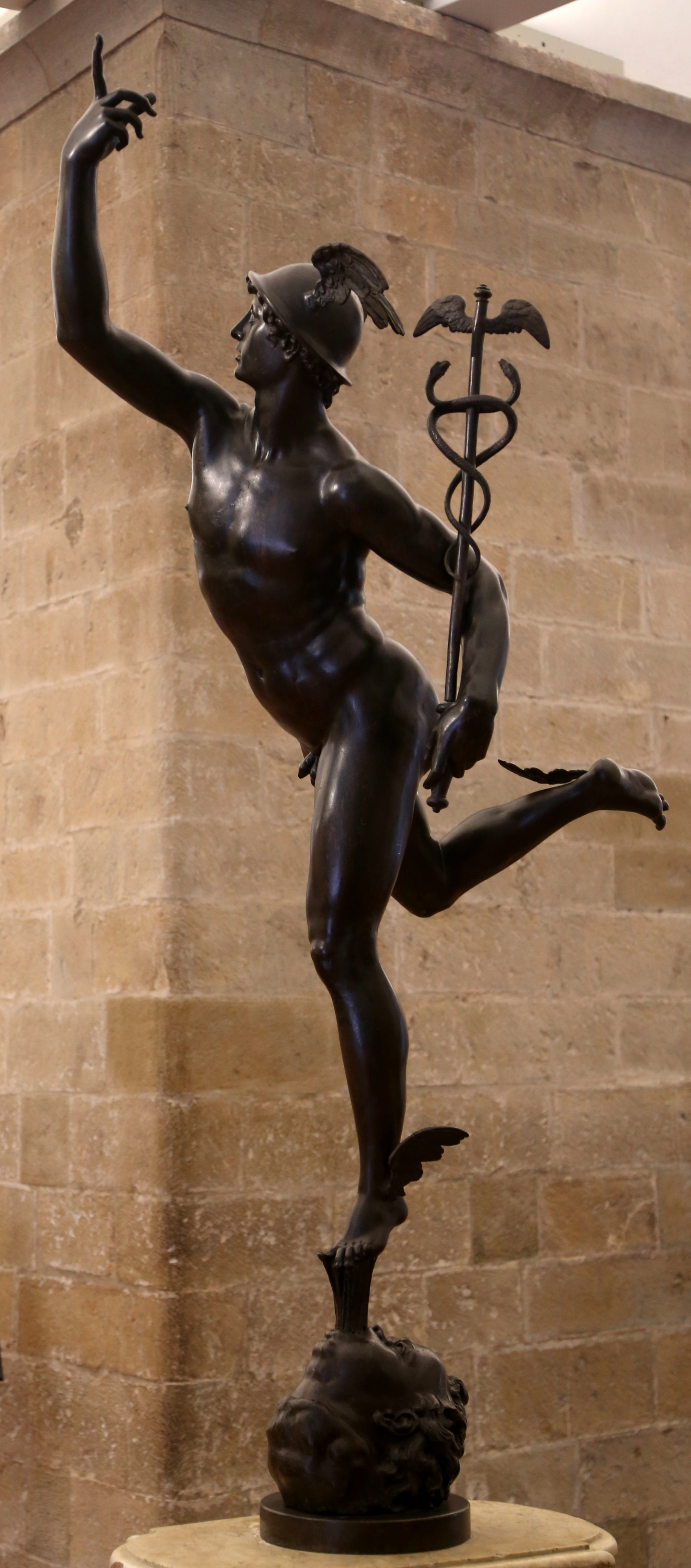
Giambologna, Mercurio, 1576 circa, Firenze, Bargello

Secondo Vasari l'imitazione della "buona maniera" doveva muoversi entro gli estremi della "regola" (analogia) e "licenza" (contraddizione): attraverso la piena padronanza del disegno, del colore e della composizione l'artista doveva districarsi tra le costrizioni degli esempi esistenti, contraddicendoli con eleganza per arrivare a nuovi esiti mai scontati.
La licenza va intesa come una continua ricerca di grazia, eleganza e artificio, che porta a esiti decisamente innaturali, ma raffinatissimi. Espressione tipica di questo stile è la figura "serpentinata", ossia un modo di rappresentare il corpo umano contrapponendo le membra in torsioni a vite, che esaltava come non mai l'espediente classico del contrapposto. Come ben descrisse Giovanni Paolo Lomazzo nel 1584, le figure somigliavano "alle tortuosità di una serpe quando cammina, che è la propria forma de la fiamma nel foco che ondeggia. Il che vuol dire che la figura ha di rappresentare la forma de la lettera S". Applicato inizialmente da Michelangelo e poi ampiamente riutilizzato, la figura serpentinata rappresentava la "licenza" rispetto alla regola normale, poiché le membra raggiungevano posizioni innaturali, pur restando verosimili (per usare le parole di Vasari, la "licentia che fosse ordinata nella regola").

## Pittura del manierismo
Sono la facilità d'esecuzione e la rapidità le caratteristiche più apprezzate da Vasari, e trovano un parallelo nella "sprezzatura" (ovvero l'atteggiamento di studiata noncuranza da parte di chi si sente molto sicuro di sé) che permea Il Cortegiano di Baldassarre Castiglione. L'opera manieristica deve inoltre contenere "la varietà di tante bizzarrie, la vaghezza de' colori, la università de' casamenti, e la lontananza e varietà ne' paesi", poi: "una invenzione copiosa di tutte le cose" (Giorgio Vasari, Vite).
La preparazione richiesta a un pittore nel Cinquecento non si fermava all'abilità artistica, ma comprendeva anche la cultura, una formazione universale, anche religiosa, nonché le norme di comportamento etico e sociale che gli consentissero di rapportarsi alle istituzioni e ai committenti. Anche questo si traduceva nella "maniera" di dipingere; e per il Vasari, l'espressione più alta della "buona maniera" di dipingere era in Raffaello e Michelangelo.
La "maniera", o lo "stile" che dir si voglia, si tradusse negli autori successivi in affettazione, inventiva, ricercatezza, artificioso preziosismo: caratteristiche queste che sono state successivamente attribuite a questi pittori in varia misura e con valutazioni diverse, a seconda dei tempi.
Il termine manierismo, al contrario di "maniera", comparve molto più tardi, con l'affermarsi del neoclassicismo alla fine del Settecento, per definire quella che veniva intesa come una deviazione dell'arte dal proprio ideale; e fu usato successivamente dello storico d'arte Jacob Burckhardt per definire in modo sprezzante l'arte italiana fra il Rinascimento e il Barocco. Solo negli anni dieci e venti i pittori manieristi furono riabilitati e, sotto l'influsso dell'espressionismo e del surrealismo, si valutò positivamente la cultura sottostante al manierismo: il distacco dell'arte dalla realtà, l'abbandono dell'idea che la bellezza della natura sia impareggiabile e il superamento dell'ideale di arte come imitazione della realtà. In questa concezione l'arte diventa "fine a sé stessa".

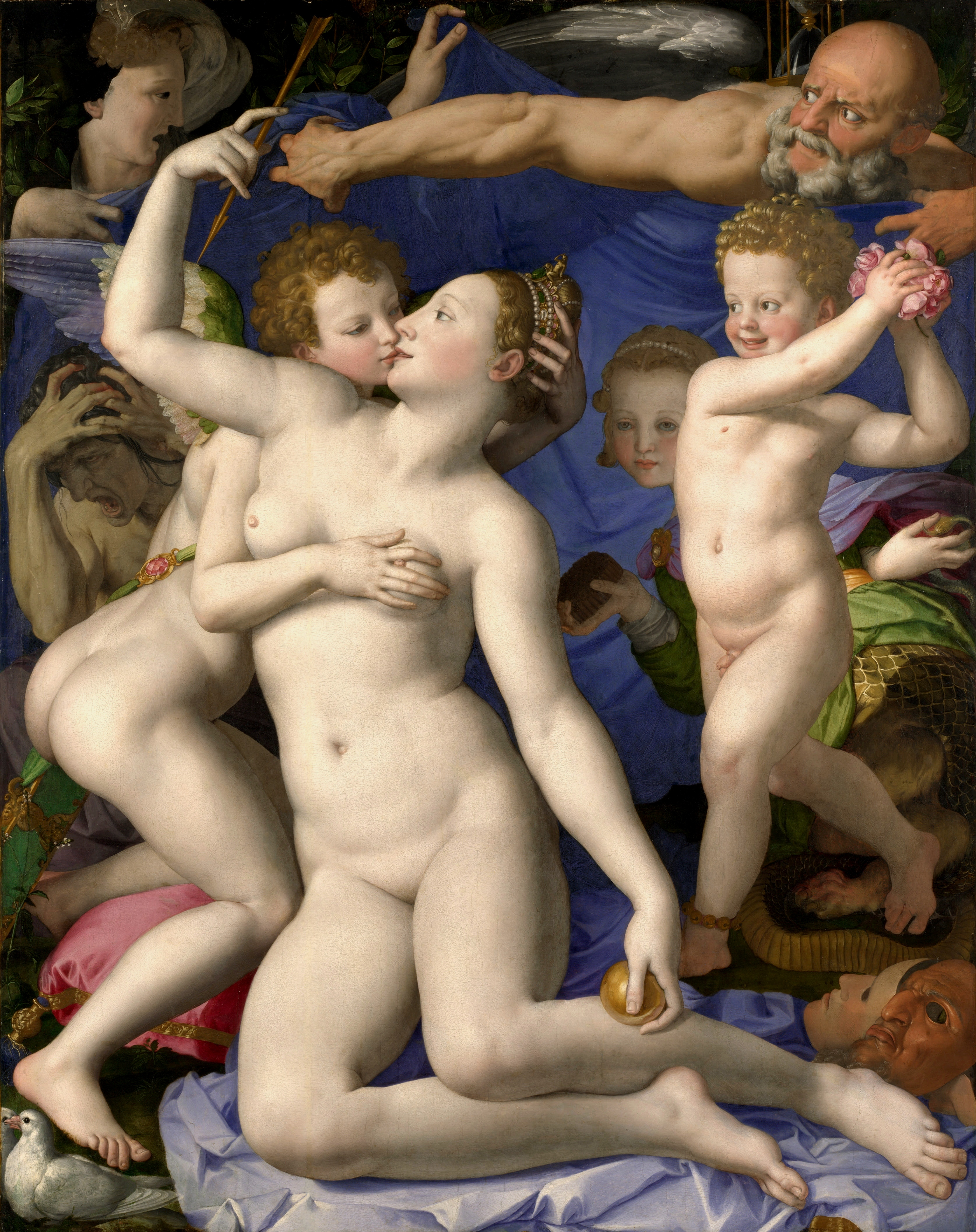
Agnolo Bronzino, Venere, Amore, la Follia e il Tempo (1543-45 c.), Londra, National Gallery

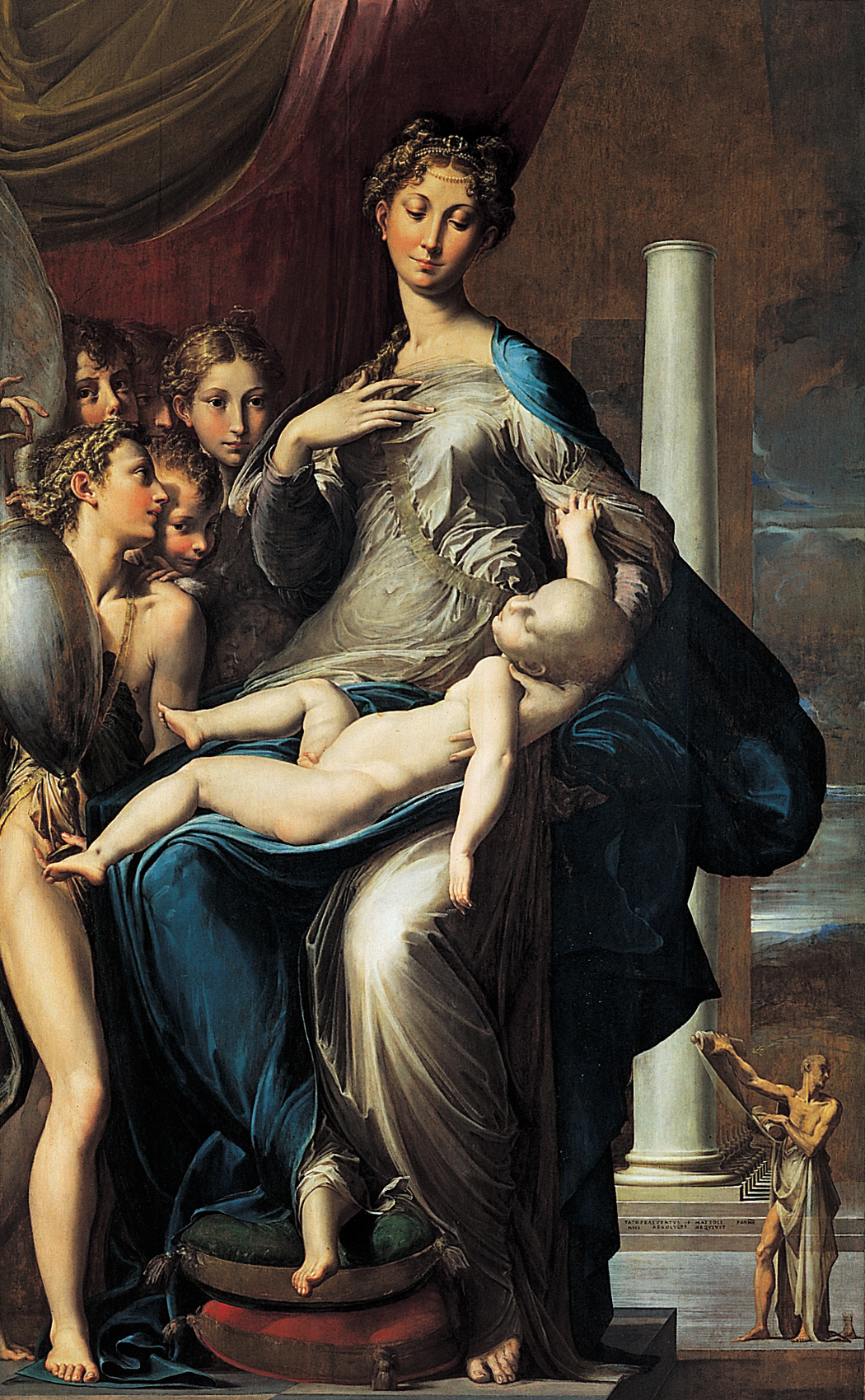
Parmigianino, Madonna dal collo lungo (1534-39), Firenze, Galleria degli Uffizi

Caratteristiche abbastanza ricorrenti nelle opere pittoriche manieriste, più o meno apprezzate nei tempi successivi, furono: 
- una costruzione della composizione complessa, molto studiata, fino a essere artificiosa, talvolta con distorsioni della prospettiva, talvolta con eccentricità nella disposizione dei soggetti, tipica è la figura serpentinata, cioè realizzata come la fiamma di un fuoco o una s;
- un uso importante della luce, finalizzato a sottolineare espressioni e movimenti, a costo di essere a volte irrealistico;
- grande varietà di sguardi ed espressioni, normalmente legate al soggetto e alla situazione rappresentata: talora intense, dolorose, a volte assenti, metafisiche, a volte maestose, soprannaturali;
- grande varietà nelle pose, che come quelle di Buonarroti intendono suggerire movimenti, stati d'animo, e, quando richiesto, la soprannaturalità del soggetto;
- uso del drappeggio molto variegato fra i vari artisti, ma di solito importante e caratteristico, fino a diventare innaturale;
- anche i colori delle vesti, ma talvolta anche degli sfondi, consentono di staccarsi dalle tinte più comuni in natura e portare l'effetto di tutta l'opera su coloriture più artefatte e insolite.

### Diffusione in Italia

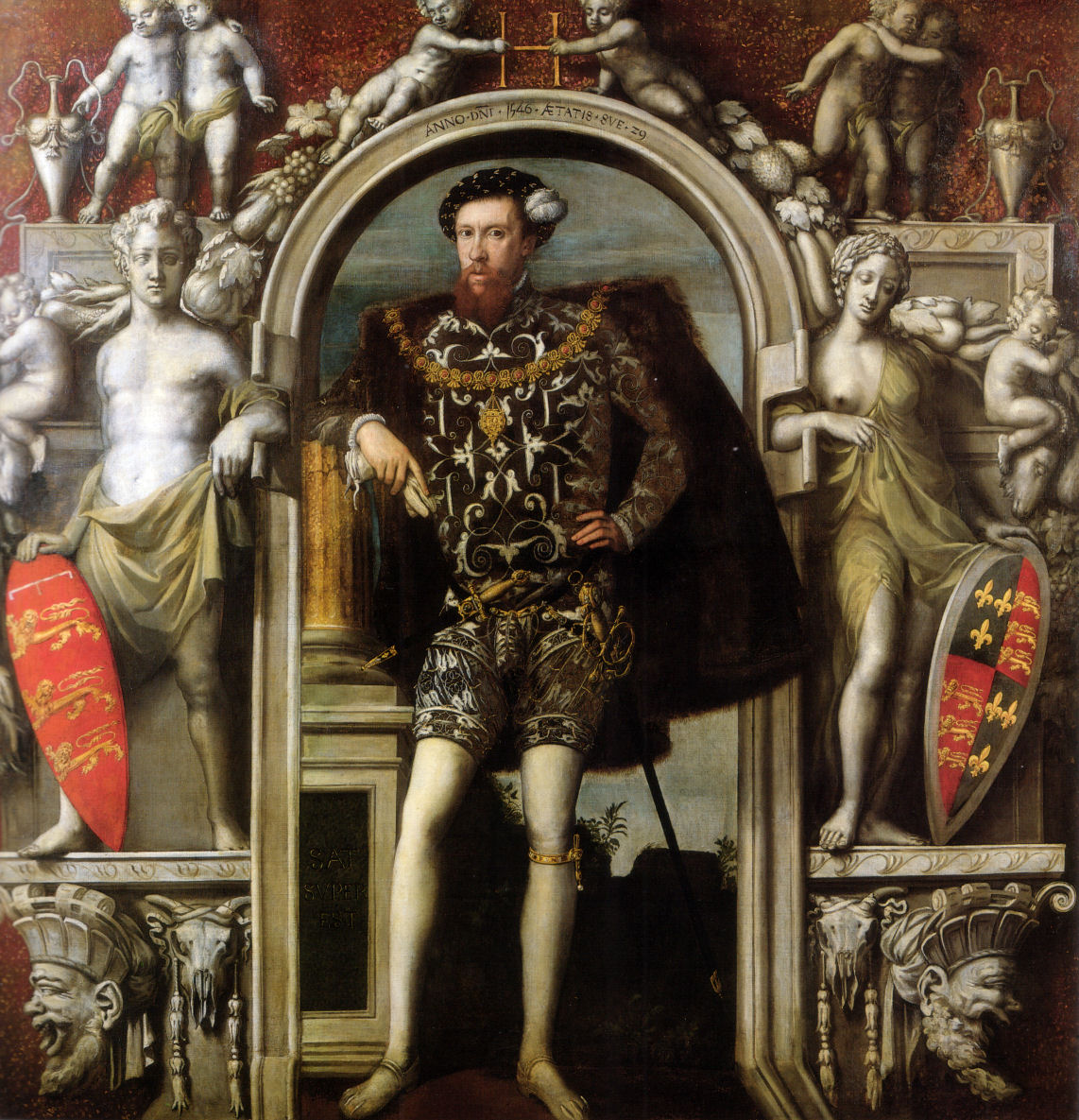
Manierismo inglese: Henry Howard, conte di Surrey, 1546, un raro ritratto manierista inglese di un immigrato fiammingo

Le città di Roma, Firenze e Mantova erano i centri manieristi in Italia. La pittura veneziana seguì un corso diverso, rappresentato da Tiziano nella sua lunga carriera. Molti dei primi artisti manieristi che avevano lavorato a Roma durante gli anni 1520 fuggirono dalla città dopo il Sacco del 1527. Mentre si diffondevano attraverso il continente in cerca di occupazione, il loro stile si disseminò per tutta l'Italia e l'Europa settentrionale. Il risultato fu il primo stile artistico internazionale a partire dal gotico. Le altre parti dell'Europa settentrionale non avevano il vantaggio di tale contatto diretto con gli artisti italiani, ma lo stile manierista fece sentire la sua presenza attraverso stampe e libri illustrati. I governanti europei, tra gli altri, acquistavano opere italiane, mentre gli artisti nordeuropei continuavano a viaggiare in Italia, contribuendo a diffondere lo stile manierista. 
Singoli artisti italiani che lavoravano nel Nord diedero vita a un movimento noto Manierismo nordico (o Manierismo settentrionale). A Francesco I di Francia, per esempio, fu donato L'Allegoria del trionfo di Venere del Bronzino. Lo stile declinò in Italia dopo il 1580, mentre una nuova generazione di artisti, tra i quali i fratelli Carracci, Caravaggio e Cigoli, faceva rivivere il naturalismo. Walter Friedlaender identificò questo periodo come "antimanierismo", proprio come i primi manieristi erano "anticlassici" nella loro reazione di allontanamento dai valori estetici del Rinascimento maturo, e oggi si concorda che i fratelli Carracci e Caravaggio abbiano cominciato la transizione alla pittura di stile barocco che era dominante entro il 1600.
Fuori d'Italia, tuttavia, il Manierismo continuò fino al Seicento. In Francia, dove Rosso si recò per lavorare alla corte di Fontainebleau, è noto come lo "stile Enrico II" ed ebbe un particolare impatto sull'architettura. Altri importanti centri continentali del Manierismo nordico includono la corte di Rodolfo II a Praga, nonché Haarlem e Anversa. Il Manierismo come categoria stilistica si applica meno frequentemente alle arti visive e decorative inglesi, dove si usano più comunemente etichette native come "elisabettiano" e "giacobiano". Il Manierismo artigiano del Seicento è un'eccezione, applicata all'architettura, che fa affidamento sui libri di modelli piuttosto che sui precedenti esistenti nell'Europa continentale.
Di particolare rilievo è l'influenza fiamminga a Fontainebleau che combinava l'erotismo dello stile francese con una prima versione della tradizione della vanitas che avrebbe dominato la pittura olandese e fiamminga del XVII secolo. Prevalente in questo periodo era il "pittore vago", una descrizione dei poeti del nord che entrarono nelle botteghe in Francia e in Italia per creare uno stile realmente internazionale.

### I centri della pittura manierista italiana

Giuseppe Arcimboldo, ritratto di Rodolfo II in veste di Vertumno (1590), Stoccolma, Skoklosters Slott, Styrelsen

Come già accennato, dopo il Sacco di Roma del 1527 la maggior parte dei pittori che si trovavano nella capitale pontificia fuggirono. Erano gli artefici dello stile clementino (da papa Clemente VII), un linguaggio raffinatissimo che, allontanandosi progressivamente dalla lezione di Raffaello, era alla ricerca di virtuosismi sempre nuovi in una continua sperimentazione. Il simbolo e la principale caratteristica di questo stile è la "figura serpentinata", una figura in movimento che ha almeno due o tre punti di vista diversi e altrettanto interessanti, e che si contorce quindi nel modo più aggraziato possibile, venendo meno anche alle regole prospettiche e anatomiche. L'onta del Sacco spegne per almeno un decennio il faro di Roma come guida culturale d'Europa. Altri centri si aggiornano però sulle novità romane, grazie agli artisti in fuga.
- Firenze sarà animata per tutto il terzo decennio del secolo dalla presenza di Michelangelo, qui egli realizza opere architettoniche fondamentali per lo sviluppo della maniera, dalla Sagrestia Nuova in San Lorenzo alla Biblioteca Laurenziana. Successivamente sarà la nuova generazione di artisti, capeggiata da Vasari e Giambologna, ad alimentare la centralità della città.
- Mantova, piccola corte del nord Italia, grazie alla presenza stabile di Giulio Romano, il più dotato allievo di Raffaello, diventa tra le città più all'avanguardia artisticamente e culturalmente. Sarà Federico II Gonzaga, figlio di Isabella d'Este a riportare la città ai fasti che conobbe al tempo di Mantegna, soprattutto con i cantieri di Palazzo Te e del Palazzo Ducale.
- La Repubblica di Genova nella prima metà del XVI secolo vede stravolta la sua economia che, se fino ad allora era basata sul commercio marittimo, ora è dominata dall'imprenditoria finanziaria, che svolge un ruolo centrale per la crescita della città. Il patriziato di Genova finanzia per decenni le guerre dell'imperatore Carlo V, che accresce sempre di più il potere della città, che diviene così uno dei poli del Manierismo internazionale, con la presenza di Perin del Vaga, il senese Beccafumi e Il Pordenone.
- L'Emilia, la Romagna e le Marche vedono una frammentazione politica continua, segnata dall'affermazione progressiva dello Stato della Chiesa; nuove corti si formano e sostituiscono le precedenti, continuando la loro opera di promozione dell'arte, come quella dei Farnese a Parma e dei Della Rovere a Urbino e Pesaro. Tra Parma e Bologna si forma e lascia opere fondamentali il Parmigianino. Bologna vede inoltre all'opera maestri come Nicolò dell'Abate e Pellegrino Tibaldi; quest'ultimo lasciò opere notevoli anche ad Ancona. Un caso particolare è rappresentato da Forlì, particolarmente legata all'esempio toscano, con pittori quali Livio Agresti e Francesco Menzocchi.
- Venezia vive una crisi economica e politica dovuta all'allargamento dell'impero ottomano verso occidente oltre ai disastri provocati dalla lega di Cambrai: la città sarà costretta a modificare la sua economia guardando ai territori dell'entroterra e a città come Brescia e Bergamo. Pur in crisi, Venezia vive una ineguagliata concentrazione di artisti, anche forestieri. Tiziano e la sua scuola, Tintoretto, Paolo Veronese, Jacopo Bassano sono tra i principali nomi di una stagione fervida e fruttuosissima, che tuttavia non risponde ai canoni tipici del manierismo tosco-romano venendone comunque influenzata, ma segue un proprio solco dell'evoluzione artistica.
- In Lombardia, dopo anni di incertezze politiche dovute alla caduta di Ludovico il Moro (1499), la ricchissima Milano passa sotto il dominio di Carlo V. Ma né a Milano né in nessun'altra città lombarda esisteva una corte che potesse richiamare gli artisti in fuga dal Sacco di Roma. Gli aggiornamenti provengono quindi dalle terre limitrofe, dal Veneto e, soprattutto, da Mantova e Parma. Il cantiere importantissimo del Duomo di Cremona è ormai lontano nel tempo, ma sempre a Cremona, intorno a un'altra impresa collettiva, la decorazione della chiesa di San Sigismondo, si crea uno snodo in cui si incontrano pittori giovani e aggiornati come Giovanni Demìo, Antonio Campi, Camillo Boccaccino. Malgrado il cantiere cremonese, le morti di Bramantino, Gaudenzio Ferrari, e quella prematura di Camillo Boccaccino (1546) apriranno definitivamente le porte agli artisti veneti. Milano rimarrà comunque un importantissimo centro per la produzione di oggetti preziosi e armature, in gran parte destinati alle Wunderkammer delle corti europee. In Lombardia lavora anche Pellegrino Tibaldi.
- Napoli agli inizi del XVI secolo era divenuta vicereame spagnolo, venendo dunque privata di una sua corte. Tuttavia non cadde in una condizione marginale, cosa testimoniata dall'enorme espansione demografica che venne interrotta solo dalla peste del 1656. Proprio in quel secolo la massiccia proliferazione di nuove fabbriche religiose e nobiliari iniziò a far "carburare" una scuola pittorica locale, ulteriormente alimentata dal contatto con maestri del manierismo italiano e internazionale stanziatisi in città per periodi più o meno lunghi come Polidoro da Caravaggio, Giorgio Vasari, Dirk Hendricksz e soprattutto Marco Pino, che restò a Napoli per circa 30 anni e nella cui bottega si formò Fabrizio Santafede, massimo esponente napoletano - insieme a Francesco Curia e a Belisario Corenzio (attivissimo frescante di origini greche) - del tardo-manierismo controriformato negli anni che precedono l'arrivo del Caravaggio in città e la conseguenziale rivoluzione stilistica da lui suscitata nell'ambiente artistico partenopeo.

La ripresa di Roma dopo il sacco del 1527 si attua con l'avvento del pontificato di papa Paolo III (1534-49) che tenta di recuperare il prestigio temporale anche grazie alle grandi imprese artistiche pubbliche. I cantieri più importanti furono aperti quindi al Vaticano e al Campidoglio. Paolo III dovette anche affrontare la frattura tra i cristiani dell'Europa settentrionale e l'ortodossia romana, Roma vive così una stagione di ambivalenza, divisa tra il fasto raffinato del manierismo internazionale (nelle ville urbane e suburbane delle più potenti famiglie) e opere più rigorose e spirituali come il Giudizio Universale nella Sistina, e i cicli di Daniele da Volterra.

### Pittori manieristi italiani in Europa
- A Praga intorno alla figura dell'imperatore Rodolfo II d'Asburgo maturano gli estremi esiti del Manierismo internazionale. La città, divenuta capitale nel 1583, diviene una gigantesca bottega in cui ogni tipo di materiale è lavorato per soddisfare l'immensa voracità del collezionismo della corte imperiale. Invenzioni sempre più strane, intellettuali o curiose, si accumulano nelle camere della corte. I principali artisti lì presenti furono il milanese Giuseppe Arcimboldo e l'olandese Bartholomäus Spranger.

- A Fontainebleau, alla corte di Francesco I di Valois, giungono Rosso Fiorentino e Francesco Primaticcio che trasformeranno il castello nel centro di diffusione dell'arte italiana a nord delle Alpi. Nasce così la cosiddetta Scuola di Fontainebleau che comprende anche artisti francesi e fiamminghi come Jean Cousin, Toussaint Dubreuil, Antoine Caron e Ambroise Dubois.

## Architettura
Anche l'architettura della metà del Cinquecento viene spesso considerata manierista, intendendo in questa accezione un uso raffinato e disinvolto degli ordini classici, con frequenti infrazioni alle regole codificate. Tra gli edifici che meglio esemplificano questo atteggiamento sono da ricordare il Palazzo Te a Mantova, opera del pittore e architetto Giulio Romano, e la Villa Imperiale a Pesaro progettata da Gerolamo Genga.
Un altro aspetto dell'architettura manierista fu la dialettica tra natura e artificio che caratterizzò i modelli del giardino all'italiana.

## Scultura
Come nella pittura, la prima scultura manierista italiana era in gran parte un tentativo di trovare uno stile originale che potesse eguagliare e superare il Rinascimento maturo di Michelangelo. Ad esempio la decorazione di piazza della Signoria a Firenze innescò una viva competizione fra gli artisti attraverso una serie di commissioni che avrebbero affiancato il David di Michelangelo. Baccio Bandinelli rilevò il progetto di Ercole e Caco dal maestro stesso, ma il suo tentativo di emulare la vibrante tensione anatomica del David si tradusse in eccessivo muscolarismo, che destò subito vivaci critiche. Il bronzo Perseo con la testa di Medusa di Benvenuto Cellini fu disegnato con otto angoli di visuale (una caratteristica dello stile manierista) e venne artificialmente stilizzato nel cesello dei dettagli, derivati forse dall'esperienza dello scultore come orefice. La sua famosa Saliera in oro e smalto (1543) mostra il suo talento nel creare una vivace composizione, ricca di dettagli che esaltano al meglio i materiali preziosi.
Piccole figure in bronzo da collezione, spesso soggetti mitologici nudi, erano un genere assai richiesto dalle corti principesche, e a Firenze vi eccelleva il Giambologna, artista di origine fiamminga. Creò anche sculture a grandezza naturale, di cui due entrarono nella decorazione di piazza della Signoria. Lui e i suoi seguaci escogitarono eleganti esempi allungati della figura serpentinata, spesso di due figure intrecciate, che erano interessanti da tutti i lati di veduta.

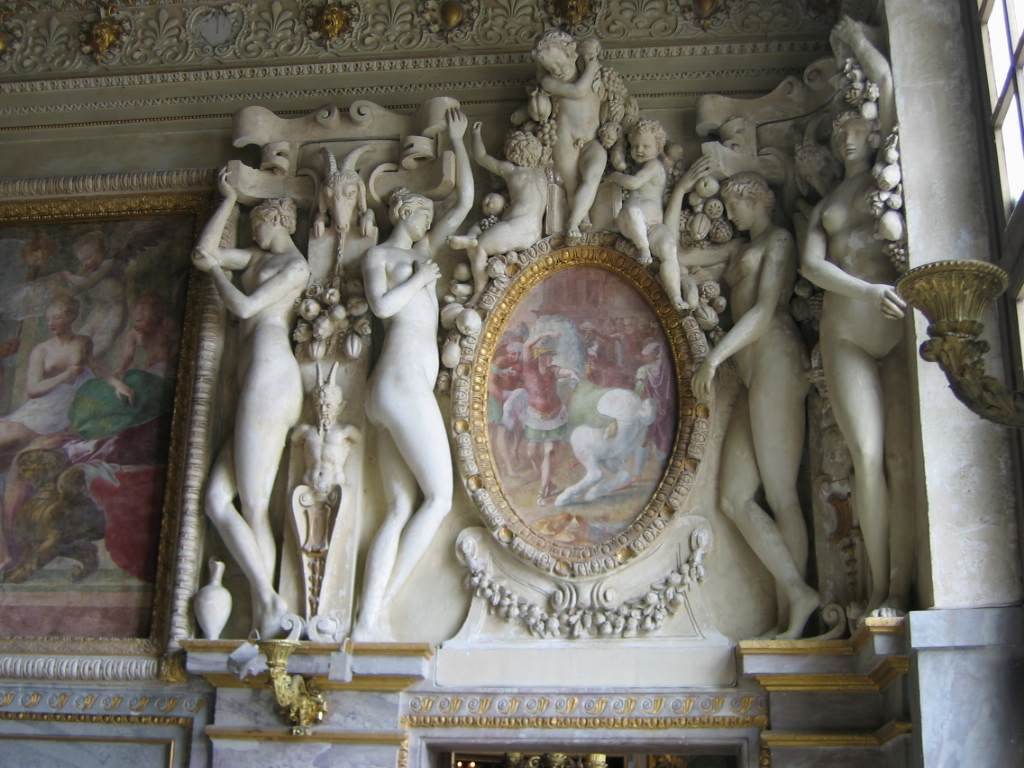
Soprapporta in stucco a Fontainebleau, probabilmente disegnata da Primaticcio, che dipinse il riquadro ovale, anni 1530-1540
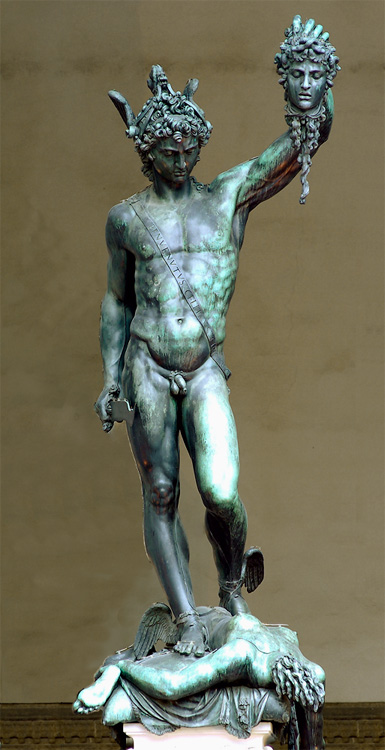
Benvenuto Cellini, Perseo con la testa di Medusa, 1545–1554
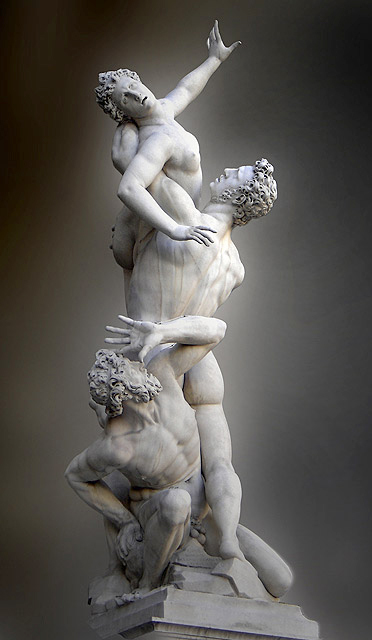
Giambologna, Ratto delle Sabine, 1583, Firenze, Italia, alto 410 cm, marmo
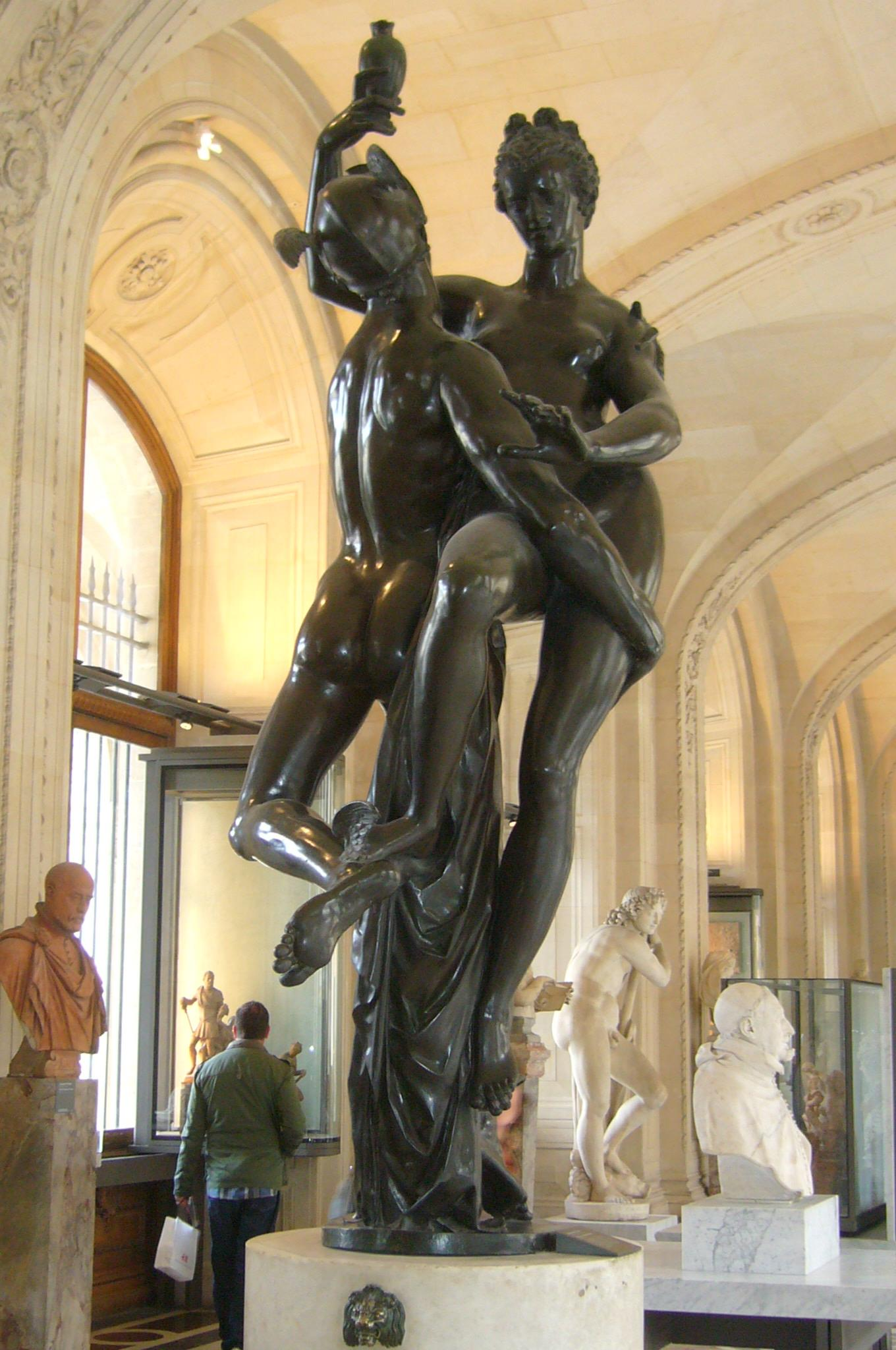
Adriaen de Vries, Mercurio e Psiche, statua di bronzo a grandezza naturale del Manierismo nordico, fatta nel 1593 per Rodolfo II d'Asburgo

## Elenco di artisti manieristi
Pittori
- Michelangelo Buonarroti
- Giorgio Vasari
- Livio Agresti
- Pontormo
- Rosso Fiorentino
- Giulio Romano
- Annibale Carracci
- Gaudenzio Ferrari
- Perin del Vaga
- Iacopino del Conte
- Daniele da Volterra
- Francesco Salviati
- Federico Zuccari
- Federico Barocci
- Agnolo Bronzino
- Andrea del Sarto
- Sebastiano del Piombo
- Prospero Fontana
- Parmigianino
- Brescianino
- Giovanni Paolo Lomazzo
- Polidoro da Caravaggio
- Andrea Schiavone
- Pellegrino Tibaldi
- Camillo Boccaccino
- Giuseppe Arcimboldo
- Bartolomeo Spranger
- Tintoretto
- Francesco Primaticcio
- Domenico Beccafumi
- Marco Pino
- Il Pordenone
- Paris Bordon
- Antonio Campi
- Vincenzo Campi
- Il Cerano
- Raffaellino del Colle
- Fabrizio Santafede
- Francesco Curia
- Cristoforo Gherardi
- Filippo Paladini

Architetti
- Michelangelo Buonarroti
- Andrea Palladio
- Giorgio Vasari
- Giulio Romano
- Federico Zuccari
- Girolamo Rainaldi
- Pellegrino Tibaldi
- Baldassarre Peruzzi
- Natale Masuccio
- Francesco Primaticcio
- Il Vignola
- Bartolomeo Ammannati
- Giovanni Angelo Montorsoli
- Il Tribolo

Scultori
- Michelangelo Buonarroti
- Giambologna
- Gaudenzio Ferrari
- Daniele da Volterra
- Federico Zuccari
- Benvenuto Cellini
- Baccio Bandinelli
- Giovanni Angelo Montorsoli
- Domenico Beccafumi
- Vincenzo Danti
- Il Cerano
- Pietro Francavilla
- Il Tribolo